# Hanina ben Antigonus
Hanina (Hananiah) ben Antigonus in ebraico חנינא בן אנטיגונוס ‎?, Chanina ben [figlio di] Antigonus) (Roma, II secolo) è un rabbino ebreo antico, saggio Tanna della 3ª generazione (110 – 120 e.v.), di discendenza sacerdotale e contemporaneo di Rabbi Akiva e Rabbi Ishmael..
Si suppone che in gioventù avesse assistito al servizio del Tempio di Gerusalemme, dal momento che conosceva i flautisti che suonavano davanti all'altare. Se così fosse, Ḥanina deve aver goduto di insolita longevità, siccome appare spesso in polemica halakhica coi discepoli di Rabbi Akiva più giovani. Era comunque esperto di leggi ebraiche  relative ai sacerdoti, e molte di tali leggi sono registrate a suo nome, mentre i precedenti riportati da lui in merito ai servizi e alle pertinenze del Tempio influenzarono i pareri rabbinici successivi.